# Luis Briñas López
Luis Briñas López (Ciudad Real, 21 de juny de 1953) és un polític socialista valencià, diputat a les Corts Valencianes en la V Legislatura.
És diplomat en infermeria per la Universitat d'Alacant i llicenciat en antropologia. Fou secretari provincial de la Federació de Sanitat de la UGT. Entre 1989 i 1995 fou Coordinador d'Infermeria del Centre de Ciutat Jardí (Alacant).
Militant del PSPV-PSOE, de 1991 a 1995 en fou secretari de salut i política institucional. Fou elegit diputat a les eleccions a les Corts Valencianes de 1999 i ha estat membre de la Comissió de Coordinació, Organització i Règim de les Institucions de La Generalitat. A les eleccions municipals espanyoles de 2003 fou escollit regidor de l'ajuntament d'Alacant i el 2004 fou nomenat sotssecretari de l'executiva comarcal de l'Alacantí del PSPV.